# Joseph Nelson Rose
Joseph Nelson Rose ( 11 de enero de 1862 - 4 de mayo de 1928) fue un botánico estadounidense. Nació en Condado de Union (Indiana), Indiana.

## Biografía
Su padre falleció durante la guerra de Secesión Estadounidense cuando Joseph Rose era joven. Más tarde, terminó la escuela secundaria en Liberty, Indiana.
Recibió su Ph.D. del Colegio Wabash en 1889. Contrajo matrimonio con Lou Beatrice Sims en 1888 y tuvo tres hijos y tres hijas.
Rose trabajó para el Departamento de Agricultura de los Estados Unidos y luego fue asistente curador del Instituto Smithsoniano en 1896.
Mientras que Rose trabajaba en el museo nacional, adquirió profundos conocimientos sobre varias familias de plantas, como Apiaceae y Cactaceae. Hizo varios viajes a México, y presentó especímenes al Smithsoniano y al Jardín Botánico de Nueva York.
Junto a Nathaniel Lord Britton, Rose publicó variados artículos sobre Crassulaceae. Abandonó por un tiempo su trabajo en el Smithsoniano y realizó varios viajes a América del Sur: 1915 en Chile, Perú, Bolivia; 1916 en Argentina, Brasil; 1918 en Venezuela, Ecuador; y, publicó con Britton, la obra de cuatro volúmenes, The Cactaceae (1919 - 1923), ilustrada por Mary Emily Eaton (1873-1961).
Más tarde, Rose volvió a su trabajo en el Smithsoniono, realizando múltiples contribuciones al campo de la botánica.

## Algunas publicaciones
Con John Merle Coulter
- Synopsis of North American pines, based upon leaf anatomy. I. In: Botanical Gazette 11, 1886: 256–262, (online).

- Synopsis of North American pines, based upon leaf anatomy. II. In: Botanical Gazette 11, 1886: 302–309, (online).

- Notes on Umbelliferae of E. United States. In: Botanical Gazette 12, 1887: 12–16, 60–63, 73–76, 102–104, 134-138, 157-160, 261-264, 291–295

- Notes on Western Umbelliferae'. In: Botanical Gazette 13, 1888: 77–81, 141–146, 208–211

- Revision of North American Umbelliferae. Herbarium Wabash College, Crawfordsville 1888, (online)

- Notes on North American Umbelliferae I. In: Botanical Gazette 14, 1889: 274–284

- A new genus of Umbelliferae. In: Botanical Gazette 15, 1890: 15–16, (online)

- Notes on North American Umbelliferae II. In: Botanical Gazette 15, 1890: 259–261, (online)

- Actinella (Hymenoxis) Texana, n. sp. In: Botanical Gazette: 16, 1891: 27–28, (online)

- New Genus of Umbelliferae. In: Botanical Gazette 19, 1894: 466, (online)

Con Nathaniel Lord Britton
- New or noteworthy North American Crassulaceae. In: Bulletin of the New York Botanical Garden 3 ( 9) 1903: 1–45, (online)

- Lenophyllum, a new genus of Crassulaceae. In: Smithsonian miscellaneous collections 47, 1904: 159–162, (online).

- Crassulaceae. In: North American Flora. Band 22, Teil 1, 1905, S. 7–74. (online)

- Pereskiopsis, a new genus of Cactaceae. In: Smithsonian miscellaneous collections 50, 1907: 331–333, (online).

- A preliminary treatment of the Opuntioideae of North America. In: Smithsonian miscellaneous collections 50 ( 20), 1908: 503–539, (online)

- A new genus of Cactaceae. In: Journal of the New York Botanical Garden 9, 1908: 185–188 (online)

- Thompsonella, a new genus of Crassulaceae from Mexico. In: Contributions from the United States National Herbarium 12, 1909: 391–392 (online)

- The Genus Cereus and its Allies in North America. In: Contributions from the United States National Herbarium 12, 1909: 413–437 (online)

- Undescribed species of Cuban cacti. In: Torreya 12, 1912: 13–16, (online)

- Studies in Cactaceae I. In: Contributions from the United States National Herbarium 16, 1913: 239–242, (online)

- The genus Epiphyllum and its allies. In: Contributions from the United States National Herbarium 16, 1913: 255–262, (online)

- The Cactaceae. Descriptions and illustrations of plants of the Cactus family I, Carnegie Institution, Washington 1919, (online)

- The Cactaceae. Descriptions and illustrations of plants of the Cactus family II, Carnegie Institution, Washington 1920, (online)

- Neoabbottia, a new cactus genus from Hispaniola. In: Smithsonian miscellaneous collections 72, 1921: 1–6, (online)

- Two new genera of Cactaceae. In: Bulletin of the Torrey Botanical Club 49, 1922: 251–252. (online)

- The Cactaceae. Descriptions and illustrations of plants of the Cactus family III, Carnegie Institution, Washington 1922, (online)

- The Cactaceae. Descriptions and illustrations of plants of the Cactus family IV, Carnegie Institution, Washington 1923, (online)

- The tree-cactuses of the West Indies. In: Journal of the New York Botanical Garden 26, 1925: 217–221

- Niopa peregrina. Cojobana. In: Addisonia 12, 1927: 37, Tafel 403 (online)

- Chamaefistula antillana. Hediondilla. In: Addisonia 12, 1927: 41 (online)

- Mimosaceae. In: North American Flora 23: 1–76. 11 de febrero de 1928 (online)

- Mimosaceae (continuatio). In: North American Flora 23, 1928: 77–136, (online)

- Mimosaceae (conclusio). In: North American Flora 23, 1928: 137–194, (online)

- Caesalpiniaceae. In: North American Flora 23, 1930: 201–268, (online)

- Caesalpiniaceae (conclusio). In: North American Flora 23, 1930: 269–349, (online)

Sobre Flora de México y Centroamérica
- Studies of Mexican and Central American Plants. In: Contributions from the United States National Herbarium 5 ( 3) 1897: 109–144, (online)

- Studies of Mexican and Central American Plants - No. 2. In: Contributions from the United States National Herbarium 5 ( 4) 1899: 145–200, (online)

- Studies of Mexican and Central American Plants – No. 3. In: Contributions from the United States National Herbarium 8 ( 1) 1903: 1–55, (online)

- Notes On Useful Plants of Mexico. In: Contributions from the United States National Herbarium 8 ( 4) 1905: 209–259, (online)

- Studies of Mexican and Central American Plants – No. 4. In: Contributions from the United States National Herbarium 8 ( 4) 1905: 281–340, (online)

- Studies of Mexican and Central American Plants – No. 5. In: Contributions from the United States National Herbarium 10 ( 3) 1906: 79–132, (online)

- Studies of Mexican and Central American Plants – No. 6. In: Contributions from the United States National Herbarium 12 ( 7) 1909: 259–302, (online)

- Studies of Mexican and Central American Plants – No. 7. In: Contributions from the United States National Herbarium 13 ( 9) 1911: 291–312, (online)

## Honores

### Eponimia
Géneros
- Rhodoscadium[4]

- (Cactaceae) Roseocereus (Backeb.) Backeb.[5]

- (Cactaceae) Roseocactus A.Berger[6]

- (Cucurbitaceae) Roseanthus Cogn.[7]